# Прието, Марко
Марко Антонио Прието (исп. Marco Antonio Prieto; 7 ноября 1985 года, Асунсьон) — парагвайский футболист, играющий на позиции нападающего. Ныне выступает за колумбийский клуб «Унион Магдалена».

## Клубная карьера
Марко Прието начинал свою карьеру футболиста в клубе «Серро Портеньо» из Пресиденте-Франко. 5 февраля 2012 года он дебютировал в парагвайской Примере, выйдя в основном составе в гостевой игре против команды «Соль де Америка». 17 марта того же года Прието забил свой первый гол на высшем уровне, доведя счёт до разгромного в домашнем поединке с «Рубио Нью». Вторую половину 2012 года он провёл за парагвайский клуб «Спортиво Карапегуа», а первую половину 2013 — за «Хенераль Диас». Затем в течение года Прието представлял асунсьонский «Насьональ».
Затем в его карьере были аргентинские «Атлетико Митре» и «Сентраль Кордова» из Сантьяго-дель-Эстеро, а также клуб чилийской Примеры В «Магальянес».
С начала 2017 года Марко Прието играет за колумбийскую команду «Унион Магдалена».